# Теста, Федерика
Федерика Теста (итал. Federica Testa, словац. Federica Testová; род. 27 августа 1993, Милан) — итальянская и словацкая фигуристка, выступавшая в танцах на льду. В паре с Лукашем Чёллеи становилась четырёхкратной чемпионкой Словакии (2012, 2014—2016), победительницей Кубков Вольво и Варшавы (2014), участницей чемпионатов мира и Европы.
Федерика встала на коньки в шесть лет, с девяти занимается танцами на льду. Её первым партнёром был Андреа Мальнати, совместно они стали серебряными призёрами чемпионата Италии среди юниоров (2009). Первые два сезона на взрослых соревнованиях каталась с Кристофером Миором, с которым завоевала титул чемпионки Италии (2011) и дважды участвовала на чемпионате Европы.
Основных успехов добилась в ходе выступлений за Словакию с Лукашем Чёллеи. Теста и Чёллеи уделяли большое внимание презентации программ. Стиль их катания, прежде всего, характеризовался творческим раскрытием и интерпретацией образов.

## Карьера

#### Ранние годы
Федерика Теста родилась 27 августа 1993 года в Милане, Италия. Впервые встала на коньки в возрасте шести лет, посетив с родителями сеанс массового катания. Тогда на неё произвели впечатление две девушки, тренировавшие на льду прыжки и вращения. Она пожелала обучиться, чтобы повторить эти элементы. Для достижения поставленной цели мать записала Федерику в секцию фигурного катания, в которой она прозанималась два года под руководством Карела Зеленки.
Когда Федерике было восемь лет, она взяла годичный перерыв в тренировках, из-за того, что мать забеременела вторым ребёнком, и не могла отвозить дочь на занятия в спортзал и на каток. После возвращения перешла в танцевальную дисциплину, поскольку отдавала бо́льшее предпочтение хореографической стороне катания, чем прыжкам, характерным для одиночных видов.
Первым партнёром по танцам девятилетней Федерики стал Андреа Мальнати. Они провели семь совместных сезонов, выступая на детских и юниорских соревнованиях, ограниченных возрастными критериями. На юниорском уровне дуэт финишировал с четвёртой суммой баллов в рамках чемпионата Италии 2008 года. Благодаря чему, в следующем сезоне Теста и её партнёр, который на два года старше, получили приглашение на один этап серии Гран-при. После участия в Олимпийском фестивале (2009) и чемпионате страны, когда они улучшили прошлогодние результаты и попали в число медалистов, завоевав серебряные награды, пара прекратила сотрудничество.

#### Переход во взрослые

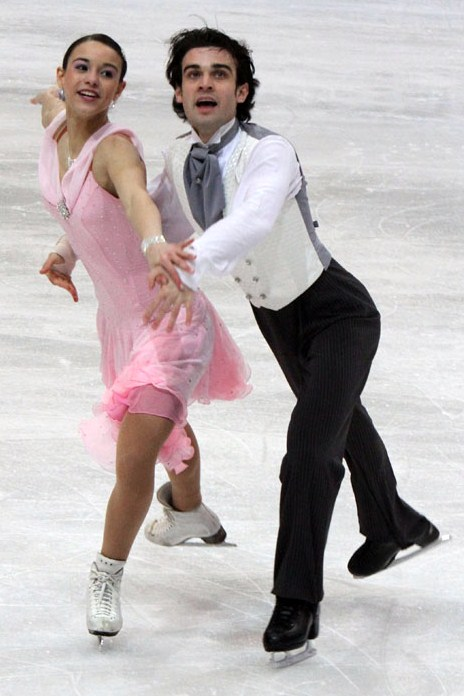
Теста и её партнёр Кристофер Миор (2011)

Пара Тесты и Мальнати распалась до их выхода во взрослые, поэтому Федерика дебютировала на взрослых соревнованиях с новым партнёром. Им стал Кристофер Миор, родившийся и прежде выступавший в Канаде. С предыдущими партнёршами он располагался на чемпионатах Канады в районе десятого места. После чего сменил спортивное гражданство, переехав в Италию, где вместе с Тестой начал тренироваться в Милане у специалиста Паолы Меццадри.
Сезон 2009/2010 стал последним из тех, на котором фигуристы выполняли обязательный и оригинальный танцы. Начиная со следующего года Международный союз конькобежцев заменил эти сегменты на короткий танец. На последний чемпионат Италии по старой системе были заявлены три дуэта. Недавно сформированные Теста и Миор заняли третью строчку, уступив более опытным парам, при этом показали уверенное владение элементами. Было отмечено, что они в перспективе имеют хороший потенциал. Благодаря тому, что итальянские танцоры успешно выступили на прошлогоднем чемпионате Европы — Файелла и Скалли завоевали серебро, а Анна Каппеллини с Лукой Ланотте стали пятыми — это принесло сборной три максимально возможные квоты на чемпионат 2010 года в Эстонии. В состав команды на который помимо участников прошедшего первенства были включены Федерика и Кристофер. На льду таллиннской арены «Саку-суурхалль» подопечные Паолы Меццадри не сумели по результатам обязательного и оригинального танцев пройти в финал, как ещё называют произвольный танец.
Второй сезон во взрослых ознаменовался для фигуристов победой на чемпионате Италии. В отсутствии лидеров сборной, которые снялись с соревнований ещё до их начала, основная борьба развернулась между натурализованной француженкой Шарлен Гиньяр, которая каталась в паре с Марко Фаббри, и дуэтом Тесты и Миора. Последние завоевали золотые награды, с минимальным отрывом от конкурентов — менее чем один балл. В ранге чемпионов страны они отправились на чемпионат Европы 2011 года, впервые проходивший по обновлённой системе отбора и квалификации. Федерика и Кристофер трижды выходили на лёд: для того, чтобы исполнить квалификационный произвольный танец, короткий танец и произвольный танец в рамках основных соревнований. На турнире фигуристы столкнулись с трудностями организации. Температура во время выступлений опускалась ниже 0°C, спортсменам было тяжело дышать, в начальных позах их потряхивало от холода.

#### Смена гражданства
Несмотря на успешно проведённый сезон, двухгодичное сотрудничество Тесты и Миора прекратилось. Партнёр в интервью отказался называть причины и детали распада пары. Он продолжил выступать за Италию, образовав дуэт с Федерикой Бернарди. В 2013 году они стали бронзовыми призёрами чемпионата Италии.
Теста после распада пары на протяжении двух месяцев пыталась скататься с финским танцором Сашей Паломяки. Из-за семейных трудностей Саша завершил спортивную карьеру. В это же время без партнёрши остался словак Лукаш Чёллеи, который тренировался в Италии у Роберто Пелиццолы. Именно Пелиццола стал инициатором образования танцевальной пары Тесты и Чёллеи, которые приняли решение кататься за Словакию. Трудностей языкового барьера им удалось избежать, поскольку Лукаш свободно говорил по-итальянски. Федерация фигурного катания Словакии выразила новообразованной паре одобрение и оказала поддержку.
В дебютном сезоне Федерика и Лукаш стали чемпионами Словакии 2012. Тогда национальный чемпионат Словакии проводился совместно с первенствами Чехии и Польши, образуя чемпионат трёх стран. При этом, победители и призёры определялись для каждого государства в отдельности. На международном Кубке Баварии они с запасом получили необходимые баллы технического минимума, что позволило Федерике впервые в карьере выступить на чемпионате мира, которой танцоры завершили на стадии квалификации, не сумев пробиться в основную часть турнира, но произвели хорошее впечатление на зрителей и судей.
Летом 2012 года Теста и Чёллеи проходили подготовку в Кантоне, США. Там они работали в группе Марины Зуевой, прежде всего уделяя время хореографии. Над техническими аспектами катания с фигуристами занимались Олег Эпштейн, Танит Белбин и Фёдор Андреев. Также словацкие танцоры выделяли роль Джонни Джонса, задачей которого являлась съёмка тренировочного процесса, что позволяло покадрово разбирать даже самые мелкие ошибки, а впоследствии работать над их устранением. Перед началом сезона они вернулись в Милан, где продолжили применять идею Джонса, записывая на камеру свои ледовые занятия.

#### В одном балле от Олимпиады

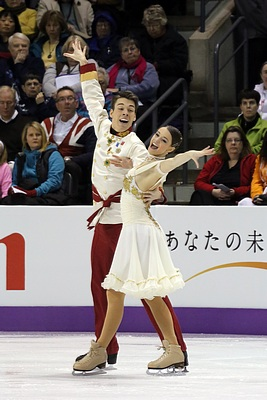
Теста и Чёллеи на чемпионате мира 2013

В преддверии чемпионата Европы 2013 танцоры выступили на ряде турниров, на которых имели нестабильность в исполнении ключевых моментов танца под ритмы польки. На самом чемпионате Европы допустили ошибку на одном из самых характерных элементов дисциплины — твизлах, из-за чего потеряли три—четыре балла технической оценки, ошибка также сказалась на баллах за общее впечатление (компоненты программы). По сумме выступлений они заняли семнадцатое место, вплотную приблизившись к поставленной перед турниром цели — попасть в пятнадцать лучших.
Несмотря на то, что Теста уже завоевала титул чемпионки Словакии и каталась под флагом страны на чемпионате мира и Европы, у неё не было словацкого гражданства. Согласно правилам Международного союза конькобежцев фигуристы с различным гражданством могут выступать в паре на соревнованиях под эгидой ИСУ, вплоть до чемпионата мира, но для участия в главном старте четырёхлетия — Олимпийских играх, оба партнёра должны обязательно иметь одинаковое гражданство. Федерация фигурного катания Словакии способствовала натурализации Федерики, условием для получения словацкого паспорта стала квалификация и получение квоты на Олимпийские игры.
Отбор на Игры проходил по результатам двух турниров: чемпионата мира 2013, на котором словаки не смогли оказать конкуренцию за получение путёвки, и Nebelhorn Trophy 2013. На соревнованиях в Оберстдорфе, названных по расположенной неподалеку горе Небельхорн, Теста и Чёллеи остановились в шаге от прямой квалификации на Игры, уступив последней отобравшейся паре менее одного балла. Федерика получила гражданство Словакии, и заняла с партнёром место первых запасных, претендовавших на участие в Олимпиаде. Они имели реальные шансы на поездку в Сочи, поскольку Изабелла Тобиас, заработавшая олимпийскую путёвку, до самого последнего времени не могла получить гражданство Литвы и рисковала из-за этого пропустить Олимпийские игры.

#### Финал чемпионата мира
У Федерики и партнёра так и не появилась возможность по замене выступить на Олимпиаде, ни одна отобравшаяся танцевальная пара не снялась с соревнований. Перед первым турниром в новом олимпийском цикле дуэт обновил программы и наряды к ним. Новое платье Федерики для короткого танца было готово, но платье оказалось не таким, каким задумывали партнёры и тренер. Поэтому для участия в Мемориале Непелы 2014 Теста одолжила наряд Кармен у именитой одногруппницы Анны Каппеллини, в котором она выступала в позапрошлом сезоне. Платье Каппеллини так понравилось Федерике, что она решила продолжить выступать в нём на последующих соревнованиях.
После Мемориала Непелы пара неожиданно для себя получила приглашение на этап престижной серии Гран-при, на котором стали седьмыми, занимая третье место в технической оценке короткого танца, опередив россиян Степанову и Букина. Первая международная победа пришла на Челленджере Кубок Вольво, а вскоре Теста и Чёллеи выиграли ещё одну золотую награду — на Кубке Варшавы. Благодаря чему оказались на пятой строчке из пятидесяти восьми в итоговой таблице серии Челленджер. В течение этого соревновательного сезона у пары в арсенале была опасная поддержка, при выполнении которой казалось, что Лукаш роняет Федерику, но удерживал её в считанных сантиметрах надо льдом.

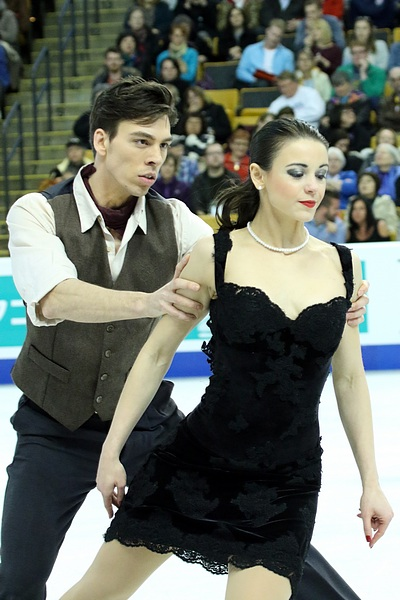
Чемпионат мира 2016 стал последним стартом в карьере Тесты

На чемпионате мира 2015 в Шанхае словаки впервые за четыре чемпионата преодолели барьер короткого танца и вышли в финальный сегмент, расположившись на пятнадцатом месте, тем самым заработав приглашение на ещё один этап Гран-при. Для произвольного танца Федерика использовала платье-трансформер, у которого меняется цвет верхней части, когда по замыслу программы партнёрша из обычного человека становится артисткой цирка. После шанхайского чемпионата мира они вернулись в Китай для участия в Cup of China 2015, финишировав с четвёртой суммой баллов партнёры добились лучшего результата среди словацких фигуристов на соревнованиях Гран-при.
В сезоне 2015/2016 чемпионат Европы проходил в Братиславе, имея для словаков статус «домашнего». В ходе маркетинговой кампании, спонсор соревнования  производитель Mercedes-Benz нанёс изображение Тесты и Чёллеи на собственные автомобили. Получив тёплый приём от местных болельщиков пара вошла в десятку сильнейших танцоров Европы, оказавшись на восьмом месте. После двух прокатов на чемпионате мира 2016 стали четырнадцатыми, улучшив прошлогодние итоги на один пункт.

#### После спорта
Последним стартом в карьере для Федерики оказался апрельский чемпионат мира 2016, после которого пара ушла на подготовку к новому сезону. В мае танцоры начали работать над новыми программами, а уже летом Теста объявила о завершении спортивной карьеры. Основным мотивом завершения стало то, что она отдала все силы фигурному катанию и у неё не осталось мотивации.
Теста обучалась на экономическом факультете Католического университета Святого Сердца, а позже окончила магистратуру Университета Боккони по специальности маркетинг. Завершив соревновательную карьеру она продолжает выступать в развлекательных ледовых шоу. Работала в качестве комментатора на Олимпийских играх 2018 на телеканале «Скай Италия».
Её партнёр — Лукаш Чёллеи, с которым добилась основных успехов в спортивной карьере, катался до 2018 года. Оставив соревновательный спорт он начал тренерскую деятельность.

## Программы
В период выступлений со словаком Лукашем Чёллеи, Федерика по большей части тренировалась в Милане у Паолы Меццадри и Роберто Пелиццолы. Над постановкой программ, выбором музыки и костюмов фигуристы работали с Паолой. Фигуристы уделяли большое внимание презентации программ. Стиль их катания, прежде всего, характеризовался творческим раскрытием и интерпретацией образов.
| Постановки Федерики Тесты и её партнёра Лукаша Чёллеи | | |
| Сезон                                                 | Короткий танец | Произвольный танец                                                                                            |
| 2015–2016                                             | - «Swing Time» Джером Керн - «They Can’t Take That Away From Me» Тони Беннетт - «That's Entertainment!» Генри Манчини - «Семейка Аддамс» Марк Шэймен | - «Малена» Эннио Морриконе - «Kutlama» Mr. Avant Garde Folk                                                   |
| 2014–2015                                             | - «Nerva» - «Zorongo» Пако Пенья - «Que se ven desde el Conquero» Пепе Ромеро                                                                        | - «Enter the Circus» и «Hurt» Кристина Агилера - «TerrorKlowns» Verse 13 - «Song Of The Spirit» Карл Дженкинс |
| 2013–2014                                             | - «Чикаго» Джон Кандер и Фред Эбб | - «Семейные ценности Аддамсов» Марк Шэймен                                                                    |
| 2012–2013                                             | - «Марш Радецкого» Иоганн Штраус - «Прекрасная Галатея» Франц фон Зуппе - «Полька» Иоганн Штраус                                                     | - «Лили Марлен» Марлен Дитрих - Музыка из фильмов «Подсолнухи», «Концерт», «Заворожённый»                     |
| 2011–2012                                             | - «Pintame» Элвис Креспо - «Baila, Baila Conmigo» Dominó - «Rhumba» Жизель Д’Коул                                                                    | - «Un Día Llegará» Джош Гробан - «Spanish Fire» Роберто Пелиццола                                             |

## Результаты

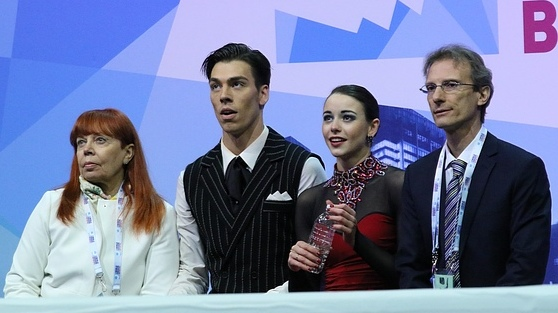
Во время совместной карьеры Теста и Чёллеи входили в топ-10 на чемпионатах Европы, финишировали четвёртыми на этапе Гран-при и победили на двух Челленджерах. Этих результатов они достигли под руководством Паолы Меццадри и Роберто Пелиццолы

| Результаты выступлений Федерики Тесты и Лукаша Чёллеи за Словакию |       |       |       |       |       |
| Соревнования                                                      | 11/12 | 12/13 | 13/14 | 14/15 | 15/16 |
| Международные                                                     |       |       |       |       |       |
| Чемпионат мира                                                    | 27    | 26    | 23    | 15    | 14    |
| Чемпионат Европы                                                  |       | 17    | 12    | 8     | 8     |
| Гран-при. Cup of China                                            |       |       |       |       | 4     |
| Гран-при. Skate America                                           |       |       |       | 7     |       |
| Челленджер. Tallinn Trophy                                        |       |       |       |       | 2     |
| Челленджер. Мемориал Непелы                                       |       |       |       | 3     | 4     |
| Челленджер. Volvo Open Cup                                        |       |       |       | 1     |       |
| Челленджер. Warsaw Cup                                            |       |       |       | 1     |       |
| Универсиада                                                       |       |       | 4     | 3     |       |
| Nebelhorn Trophy                                                  |       |       | 9     |       |       |
| Volvo Open Cup                                                    |       |       | 4     |       |       |
| Мемориал Непелы                                                   |       | 6     | 4     |       |       |
| Icechallenge                                                      |       | 9     |       |       |       |
| Золотой конёк Загреба                                             |       | 8     |       |       |       |
| Pavel Roman Memorial                                              |       | 5     |       |       |       |
| Crystal Skate of Romania                                          |       | 4     |       |       |       |
| New Year's Cup                                                    |       | 2     |       |       |       |
| Bavarian Open                                                     | 6     |       |       |       |       |
| Национальные                                                      |       |       |       |       |       |
| Чемпионат Словакии                                                | 1     |       | 1     | 1     | 1     |

| Выступления за Италию с Андреа Мальнати |       |       |
| Соревнования                            | 07/08 | 08/09 |
| Международные среди юниоров             |       |       |
| Гран-при. Испания                       |       | 17    |
| Олимпийский фестиваль                   |       | 4     |
| Pavel Roman Memorial                    | 19    | 10    |
| Национальные среди юниоров              |       |       |
| Чемпионат Италии                        | 4     | 2     |

| Выступления за Италию с Кристофером Миором |       |       |
| Соревнования                               | 09/10 | 10/11 |
| Международные                              |       |       |
| Чемпионат Европы                           | 22    | 18    |
| Finlandia Trophy                           |       | 5     |
| Trophy of Lyon                             |       | 2     |
| Mont Blanc Trophy                          | 3     |       |
| NRW Trophy                                 | 6     |       |
| Национальные                               |       |       |
| Чемпионат Италии                           | 3     | 1     |